# 孙树忠
孙树忠（1956年10月—），男，上海人，中华人民共和国外交官。

## 生平
1980年，毕业于北京外国语学院法语系，进入外交学院担任教师。1981年，任北京外交人员服务局科员。1983年，任驻瑞士大使馆职员，后任随员、三等秘书。1985年，赴瑞士伯尔尼大学经济系进修。1987年，任外交部政策研究室三等秘书，后升任二等秘书。1992年，赴法国巴黎政治学院国际经济专业进修。1993年，回到外交部政策研究室，历任二秘、副处长、一秘、处长、参赞。2002年9月，出任中华人民共和国驻斯特拉斯堡总领事。2007年11月，出任中华人民共和国驻卢旺达大使。2011年，任外交部高级外交官创新实践委员会主任。2013年7月，出任中华人民共和国驻摩洛哥大使。2017年7月，自驻摩洛哥大使离任。

## 家庭
已婚，有一子。